# کلمن (فیلم)
کلمن (انگلیسی: Clément) یک فیلم در ژانر رمانتیک و درام به کارگردانی امانوئل برکو است که در سال ۲۰۰۱ منتشر شد. از بازیگران آن می‌توان به امانوئل برکو، لو کاستل، ایو وِرووِن و ژوسلین کیورین اشاره کرد.